# 마린 (영화)
마린(Les Adoptés)은 2011년 개봉한 프랑스의 영화이다. 주연 데니스 메노쳇은 이 영화에서의 연기로 뤼미에르상 시상식에서 가장 유망한 배우상을 수상했다.

## 줄거리
삶의 혼돈 속에 자리한 여성들로 구성된 가족. 그러나 시간이 지나면서 혼란을 가라앉히는 데 성공한다. 세상에 남자는 별로 없고, 남자 중 한 명이 사랑에 빠지면 모든 것이 흔들리게 마련이다. 모든 사람이 균형을 이루기 위해 최선을 다한다. 하지만 운명은 그들에게 또 다른 현실을 강요하며 그에 앞서 잠시 동안만 숨을 쉴 여력이 있을뿐이다. 새로운 현실이 닥치면 가족은 모든 것을 다시 배워야 한다.

## 캐스팅
- 멜라니 로랑 - 리사
- 데니스 메노쳇 - 알렉스
- 마리 디나노드 - 마린